# Football aux Jeux des îles de l'océan Indien 2023
Navigation
Édition précédente Édition suivante
Le football est l'une des vingt disciplines sportives au programme des Jeux des îles de l'océan Indien 2023, la onzième édition des Jeux des îles de l'océan Indien, qui se déroule à Madagascar en août et  septembre 2023 . Seule l'épreuve masculine est disputée.

## Participants
- Madagascar
- Seychelles
- La Réunion
- Comores
- Mayotte
- Maurice

## Tournoi masculin

### Phase de poules

#### Groupe A
| Rang | Équipe     | Pts | J | G | N | P | Bp | Bc | Diff |
| ---- | ---------- | --- | - | - | - | - | -- | -- | ---- |
| 1    | Madagascar | 4   | 2 | 1 | 1 | 0 | 2  | 1  | +1   |
| 2    | Maurice    | 1   | 1 | 0 | 1 | 0 | 1  | 1  | 0    |
| 3    | Seychelles | 0   | 1 | 0 | 0 | 1 | 0  | 1  | -1   |

| 24 août 2023 | Madagascar           | 1-0   | Seychelles | Elgeco Plus Stadium |  |
| 19:00        | Ramdriamarijaoma 19e | (1-0) |            |                     |  |

| 26 août 2023 | Madagascar | 1-1   | Maurice | Kianja Barea |  |
| 19:00        |            | (1-0) |         |              |  |

| 28 août 2023 | Maurice | 1 - 0   | Seychelles | Kianja Barea |  |
| 19:00        |         | (1 - 0) |            |              |  |

#### Groupe B
| Rang | Équipe     | Pts | J | G | N | P | Bp | Bc  | Diff |
| ---- | ---------- | --- | - | - | - | - | -- | --- | ---- |
| 1    | Mayotte    | 2   | 2 | 0 | 0 | 2 | 0  | 0   | 0    |
| 2    | Comores    | 2   | 2 | 1 | 1 | 0 | 20 | -20 | +40  |
| 3    | La Réunion | 2   | 2 | 1 | 1 | 0 | 5  |     |      |

| 24 août 2023 | Comores | 0-0   | Mayotte | Elgeco Plus Stadium |                     |
| 16:00        |         | (0-0) |         | Spectateurs : 6 000 | Spectateurs : 6 000 |

| 26 août 2023 | La Réunion | 0-0   | Mayotte | Elgeco Plus Stadium |  |
| 16:00        |            | (0-0) |         |                     |  |

| 28 août 2023 | La Réunion | 1-1   | Comores | Elgeco Plus Stadium |  |
| 19:00        |            | (1-0) |         |                     |  |

### Tour final

#### Demi-finales
| 31 août 2023 | Madagascar | 4 - 2   | Comores | Kianja Barea |  |
| 16:00        |            | (2 - 1) |         |              |  |

| 31 août 2023 | La Réunion | 2 - 1   | Maurice | Kianja Barea |  |
| 19:00        |            | (1 - 0) |         |              |  |

#### Match pour la3eplace
| 2 septembre 2023 | Maurice | 2 - 0   | Comores | Elgeco Plus Stadium |  |
| 16:00            |         | (1 - 0) |         |                     |  |

#### Finale
| 2 septembre 2023 | Madagascar | 1 - 0                 | La Réunion | Kianja Barea |  |
| 19:00            |            | (0 - 0, 0 - 0, 1 - 0) |            |              |  |